# 武蔵國真武
武蔵國 真武（むさしくに まむ、1994年12月17日 - ）は、アメリカ合衆国ハワイ州オアフ島出身で、武蔵川部屋に所属した元大相撲力士。本名はフィアマル・ムサシマル・ペニタニ（Fiamalu Musashimaru Penitani）。身長190cm、体重171kg。最高位は東幕下26枚目（2016年9月場所）。
師匠の武蔵川親方（第67代横綱 武蔵丸）は母の兄であり、伯父にあたる。弟は武蔵川部屋所属の光武蔵瑛琉。

## 来歴
ハワイ州オアフ島で生まれ、伯父の武蔵丸の四股名のムサシマルとミドルネームを名付けられる。訪日前はアメリカンフットボールをしており、ワイナイエ高校時代には州のオールスターに選出されている。もっとも伯父の武蔵丸によるとアメリカンフットボールの選手としては「それほど有望じゃなかったかな」「中途半端なら相撲がいいと思った」とのこと。高校卒業後は伯父を超える力士になることを志して来日した。来日した日は2011年3月11日であり、丁度武蔵国を乗せた飛行機が日本へ到着するかしないかの時に東日本大震災が発生した。通信網が不通になった中、後の武蔵川部屋女将が必死で情報を集めた結果、その日の夜に武蔵国を乗せた飛行機が新千歳空港に着陸していることがわかった。
訪日当初は、当時振分を襲名していた武蔵丸が部屋付き親方として指導していた藤島部屋で稽古を積んでいたが、藤島部屋の外国出身力士枠は既にモンゴル出身の翔天狼がいたため埋まっており、藤島部屋に正式に入門して初土俵を踏むことはできなかった。他の外国出身力士枠が空いている部屋へ入門させることも検討したが、受け入れてくれる部屋は見つからなかった。そのため武蔵丸が藤島部屋から独立して師匠となり、そこに入門することになった。武蔵丸は大島を経て2013年2月に先代の停年（定年）退職によって空き名跡となった年寄名跡・武蔵川を取得・襲名。同年4月に当時既に藤島部屋から初土俵を踏んでいた内弟子2人を連れる形で武蔵川部屋を再興した。
武蔵川部屋に入門したことから当然師匠は元武蔵丸の15代武蔵川となり、伯父と甥という関係から「二代目武蔵丸」襲名の期待もあったが、「武蔵丸はつけないよ。重いだろ」という15代武蔵川の考えで、四股名は「相撲界に自分の国をつくるという気持ちで頑張ってほしい」という願いを込めた「武蔵国」となった。2013年5月場所前の新弟子検査を同部屋の清武蔵と共に受検して合格し、興行ビザの取得を待って2013年7月場所で初土俵を踏んだ。当時、ハワイ出身の力士は2003年11月場所限りで引退した武蔵丸を最後に不在となっており、10年ぶりにアメリカ出身の力士が復活したことになった。初土俵の2013年9月場所と翌11月場所をそれぞれ5勝2敗で終え、2014年1月場所は7番相撲で初めて髷を結った姿で現れ6勝1敗の好成績を果たす。続く3月場所で三段目に昇進して以降は三段目に定着している。幕下を窺える番付となったこともあるが、2015年3月場所は左足親指の付け根付近を骨折してしまい、3番目から自身初の休場となったものの、それ以降は同年9月場所を除き全て勝ち越している。2016年7月場所では幕下昇進を果たした。2018年5月場所より、読みはそのまま武蔵國に改名した。同年7月場所から、部屋同士が近所という縁から、一門の垣根を越えて髙安（田子ノ浦部屋）の付け人についていた。
2019年9月場所で引退。2018年より体調を崩し、師匠と話し合って結論し、断髪式を行ったことが武蔵川部屋公式サイトで公表された。引退後はハワイに帰り、第二の人生を始めるという。

## 主な成績
- 通算成績：132勝111敗16休（38場所）

| | 一月場所 初場所（東京） | 三月場所 春場所（大阪） | 五月場所 夏場所（東京） | 七月場所 名古屋場所（愛知） | 九月場所 秋場所（東京）   | 十一月場所 九州場所（福岡） |
| --- | ----------------------- | ----------------------- | ----------------------- | --------------------------- | ------------------------- | --------------------------- |
| 2013年 （平成25年） | x                       | x                       | x                       | （前相撲）                  | 東序ノ口20枚目 5–2        | 東序二段65枚目 5–2          |
| 2014年 （平成26年） | 東序二段26枚目 6–1      | 東三段目60枚目 5–2      | 東三段目32枚目 5–2      | 西三段目7枚目 2–5           | 西三段目32枚目 3–4        | 西三段目49枚目 4–3          |
| 2015年 （平成27年） | 東三段目33枚目 4–3      | 西三段目18枚目 0–2–5    | 東三段目69枚目 4–3      | 東三段目52枚目 5–2          | 東三段目25枚目 3–4        | 東三段目45枚目 4–3          |
| 2016年 （平成28年） | 西三段目28枚目 4–3      | 西三段目13枚目 4–3      | 西三段目5枚目 4–3       | 西幕下54枚目 6–1            | 東幕下26枚目 2–5          | 西幕下43枚目 2–5            |
| 2017年 （平成29年） | 西幕下59枚目 5–2        | 西幕下41枚目 3–4        | 東幕下53枚目 2–5        | 西三段目21枚目 4–3          | 東三段目8枚目 4–3         | 東幕下57枚目 4–3            |
| 2018年 （平成30年） | 東幕下49枚目 3–4        | 東三段目2枚目 4–3       | 西幕下52枚目 5–2        | 東幕下33枚目 3–4            | 西幕下42枚目 3–4          | 西幕下53枚目 5–1–1          |
| 2019年 （平成31年 /令和元年） | 西幕下36枚目 3–4        | 東幕下42枚目 3–4        | 西幕下49枚目 3–4        | 西三段目4枚目 1–3–3         | 西三段目38枚目 引退 0–0–7 | x                           |
| 各欄の数字は、「勝ち-負け-休場」を示す。 優勝 引退 休場 十両 幕下 三賞：敢=敢闘賞、殊=殊勲賞、技=技能賞 その他：★=金星 番付階級：幕内 - 十両 - 幕下 - 三段目 - 序二段 - 序ノ口 幕内序列：横綱 - 大関 - 関脇 - 小結 - 前頭（「#数字」は各位内の序列） |                         |                         |                         |                             |                           |                             |

## 改名歴
- 武蔵国 真武（むさしくに まむ）2013年7月場所 - 2018年3月場所
- 武蔵國 真武（むさしくに まむ）2018年5月場所 - 2019年9月場所